# Comunió dels sants

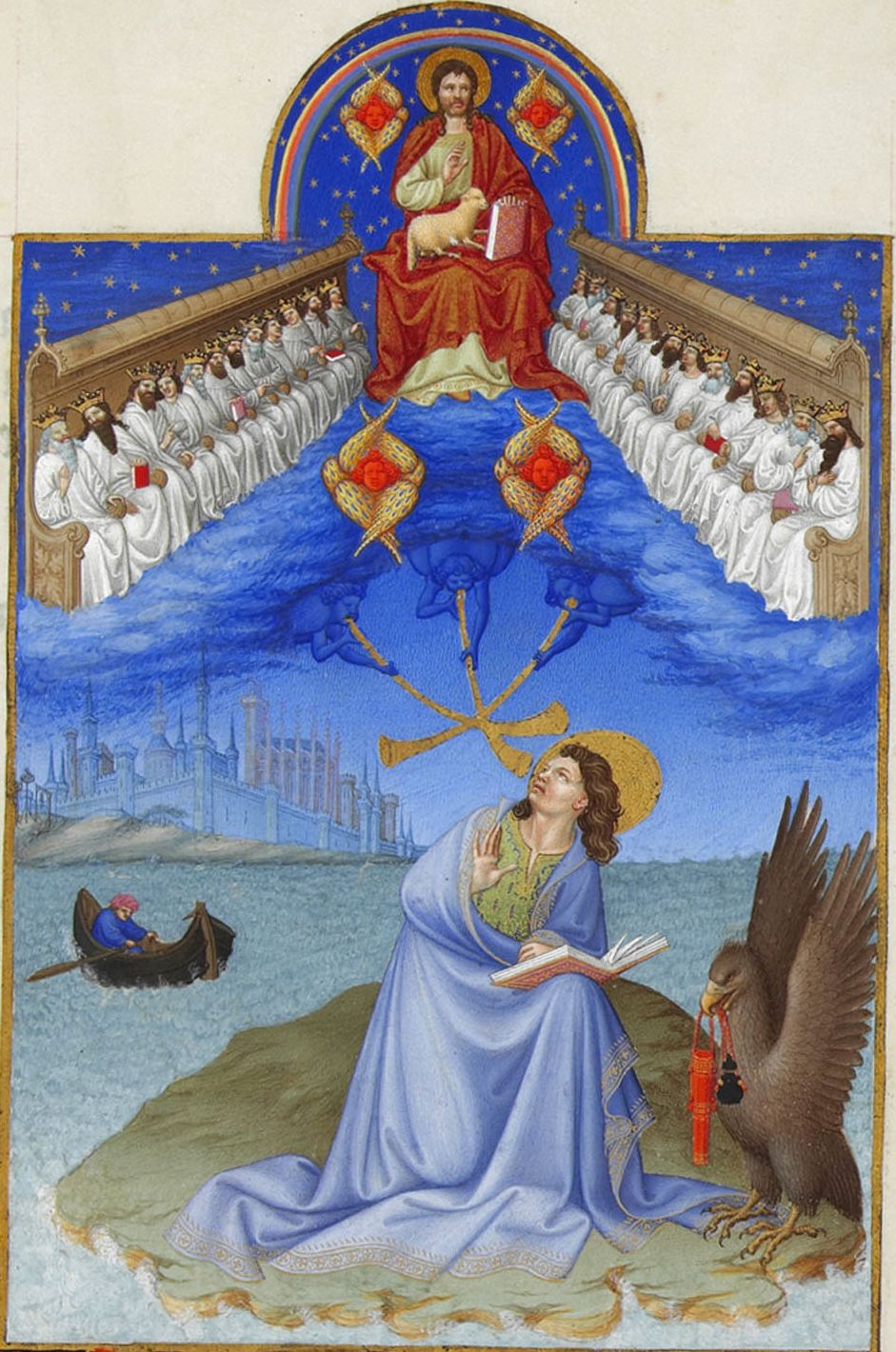
Sant Joan de Patmos.

La Comunió dels sants, quan es refereix a persones, és la unió espiritual dels membres de l'Església Cristiana, vius i morts, ja estiguin a la terra o al cel i, per a aquells que creuen en el purgatori, també aquells que es troben en estat de
purificació.
Tots ells són part d'un únic cos místic amb Crist com a cap, en el qual cada membre contribueix al bé de tots i comparteix el benestar de tots.
La paraula "sanctorum" en la frase "communio sanctorum" també es pot entendre com referida no a persones santes, sinó a les coses santes, és a dir, les benediccions que les persones santes comparteixen entre si, incloent la seva fe, els sagraments i les altres gràcies espirituals i dons que tenen com a cristians.
A més, designa també la comunió entre les persones santes (sancti), és a dir, entre els qui per la gràcia estan units a Crist mort i ressuscitat. Uns viuen encara pelegrins en aquest món. Altres, ja difunts, es purifiquen, ajudats també per les nostres pregàries. Altres, finalment, gaudeixen ja de la glòria de Déu i intercedeixen per nosaltres. Tots junts formen a Crist una sola família, l'Església, a lloança i glòria de la Trinitat.
La creença en la comunió dels sants és afirmada al Credo dels Apòstols

## Història
El primer ús conegut d'aquest terme per referir-se a la creença en un llaç místic que uneix els vius i els morts en l'esperança i l'amor és confirmat per Sant Niceti de Remesiana (ca. 335-414); el terme té des de llavors ha tingut un paper central en les formulacions del credo cristià.
La doctrina de la comunió dels sants es basa en la Primera Epístola als Corintis, capítol 12, on Pau compara els cristians a un sol cos.
Les paraules, traduïdes al català com a "sants" poden referir-se als cristians, que, independentment de la seva santedat personal com a individus, són anomenats sants perquè estan consagrats a Déu i a Crist. Aquest ús de la paraula "sants" es troba unes cinquanta vegades en el Nou Testament.
El catecisme de Heidelberg defensa aquesta visió, citant Romans 8:32, 1 Corintis 6:17, i 1 Joan 1:3, per afirmar que tots els membres de Crist tenen comunió amb ell, i són beneficiaris de tots els seus regals.
Les persones que es connecten a aquesta comunió inclouen els qui han mort i que es representen a Hebreus 12:1
| « | Així, doncs, també nosaltres, envoltats d'un núvol tan gran de testimonis, traguem-nos tot impediment, i el pecat que tan fàcilment ens subjecta, i llancem-nos a córrer sense defallir en la prova que ens és proposada. | » |

En el mateix capítol, 12:22-23 diu
| « | Però vosaltres us heu acostat a la muntanya de Sió, a la ciutat del Déu viu, la Jerusalem celestial, a miríades d'àngels, a l'aplec festiu, 23 a l'assemblea dels primogènits que tenen el nom inscrit en el cel; us heu acostat a Déu, jutge de tots, als esperits dels justos que ja han arribat a la plenitud. | » |

## Visió catòlica i ortodoxa
En terminologia catòlica, la comunió dels sants s'anomena així per encabir-hi l'església militant (els que viuen a la terra), l'església penitent (els sotmesos a purificació al purgatori, preparant-se per pujar al cel), i l'església triomfant (els que ja estan en el cel). Els condemnats no formen part de la comunió dels sants. L'Església Catòlica Romana, l'Antiga Església Catòlica, l'Església Ortodoxa, les Esglésies ortodoxes orientals, l'Església d'Orient i alguns elements de la Comunió Anglicana apunten a aquesta doctrina en suport de la seva pràctica de demanar la intercessió dels sants al cel, les pregàries dels quals (cf .(Apocalipsi 5: 8) es veuen com a ajuda dels seus companys cristians a la terra. Aquestes mateixes esglésies es refereixen a aquesta doctrina en suport de la pràctica de pregar pels morts (2 Timoteu 1:16-18).

## Visió protestant
El protestantisme, que rebutja doctrines tals com el purgatori i la intercessió dels sants, necessàriament té diferents definicions de la comunió dels sants. Martí Luter defineix la frase així:
"La comunió dels sants". Això és d'una sola peça amb l'anterior ["la santa església catòlica"]. Antigament no era al credo. Quan sentim la paraula "ecclesia", hem d'entendre que significa "grup" [Haufe], com diem en alemany, el grup de Wittenberg o congregació [Gemeine], és a dir, un santa congregació cristiana, assemblea, o, en alemany, la santa, església comuna, i és una paraula que no s'hauria d'anomenar "comunió" [Gemeinschaft], sinó més aviat "una congregació", [eine Gemeine]. Algú va voler explicar el primer terme, "església catòlica" [i afegí les paraules] communio sanctorum, que en alemany significa una congregació dels sants, és a dir, una congregació composta només dels sants. "Església cristiana" i la "congregació dels sants" són una i la mateixa cosa.
En la visió protestant de la comunió dels sants, l'Enciclopèdia Catòlica de 1908 va escriure:
Errors esporàdics contra els punts especials de la comunió dels sants són assenyalats pel Sínode de Gangra (Mansi, II, 1103), Sant Ciril de Jerusalem (PG, XXXIII, 1116), Sant Epifani (ibíd., XLII, 504), Asteri d'Amasia (ibíd., XL, 332), i Sant Jeroni (PL, XXIII, 362). De la proposició 42 condemnada, i la 29a qüestió que es pregunta Martí V a Constança (Denzinger, nos. 518 i 573), també sabem que Wycliffe i Hus havien anat més enllà de la negació del dogma en si mateix. Però la comunió dels sants va esdevenir una qüestió directa només en el moment de la Reforma. Les esglésies luteranes, per bé habitualment adopten el Credo dels Apòstols, encara en les seves confessions originals, o bé van passar per alt la comunió dels sants o ho van explicar com "la unió de l'Església amb Jesucrist en l'única fe veritable" (Catecisme Menor de Luter), o com "la congregació dels sants i els veritables creients" (Confessió d'Augsburg, ibid., III, 12), i van excloure acuradament, sinó la memòria, almenys la invocació dels sants, perquè l'Escriptura "ens ha proposat a nosaltres un Crist, el Mitjancer, propiciatori, Alt Sacerdot -, i Intercessor "(ibíd., III, 26). Les esglésies reformades en general, mantenen la identificació luterana de la comunió dels sants amb el cos de creients, però no limiten el seu significat a aquest cos. Calví (Inst. chret., IV, 1, 3) insisteix que la frase del Credo és més que una definició de l'Església, més aviat transmet el significat d'aquesta comunió, de tal manera que siguin quins siguin els beneficis Déu atorga als creients s'han de comunicar mútuament l'un a l'altre. Aquest punt de vista se segueix en el Catecisme de Heidelberg, emfasitzat en la Confessio Gallicana, en què la comunió es fa en el sentit dels esforços dels creients per enfortir-se mútuament a si mateixos en el temor de Déu.
Les confessions escocesai helvètica presenten juntes l'Església Militant i la Triomfant, però mentre la primera silencia el seu significat, la segona afirma que ells sostenen la comunió d'uns amb altres: "nihilominus habent illae inter sese communionem, vel conjunctionem".
La doble influència, sovint contradictòria, de Luter i Calví, amb un record persistent de l'ortodòxia catòlica, es fa sentir en les confessions anglicanes. En aquest punt, els Trenta-nou articles són decididament luterans, i rebutgen "la doctrina romana respecte al Purgatori, l'absolució, el culte i adoració tant de les imatges com de les relíquies, i també la invocació dels sants", perquè el consideren "una mica afectat, inventat inútilment i sense fonament en l'Escriptura, ans bé, contrari a la Paraula de Déu ". D'altra banda, la confessió de Westminster, alhora que ignora l'Església Sofrent i la Triomfant, va més enllà del criteri calvinista i s'acosta a la doctrina catòlica respecte als creients d'aquest món, que, diu, "estant units en l'amor, combreguen mútuament en els dons i gràcies". Als Estats Units, els Methodist Articles of Religion, 1784, així com els Reformed Episcopal Articles of Religion, 1875, segueixen els ensenyaments dels 39 Articles, mentre que la Confessió Baptista de Filadèlfia i l'Església Presbiteriana de Cumberland, 1829, adopten la ensenyament de la Confessió de Westminster, 1688. Els teòlegs protestants, igual que les confessions protestants, oscil·len entre el criteri luterà i calvinista.